# Opioïdencrisis
Met opioïdencrisis of opiatencrisis, ook -epidemie, wordt de sterfte van patiënten in de Verenigde Staten aangeduid, die als gevolg van een overdosis of in algemene zin als gevolg van bovenmatig gebruik van opioïden zijn overleden. De Drug Enforcement Administration heeft sinds 2015 deze sterfte als epidemisch aangemerkt.

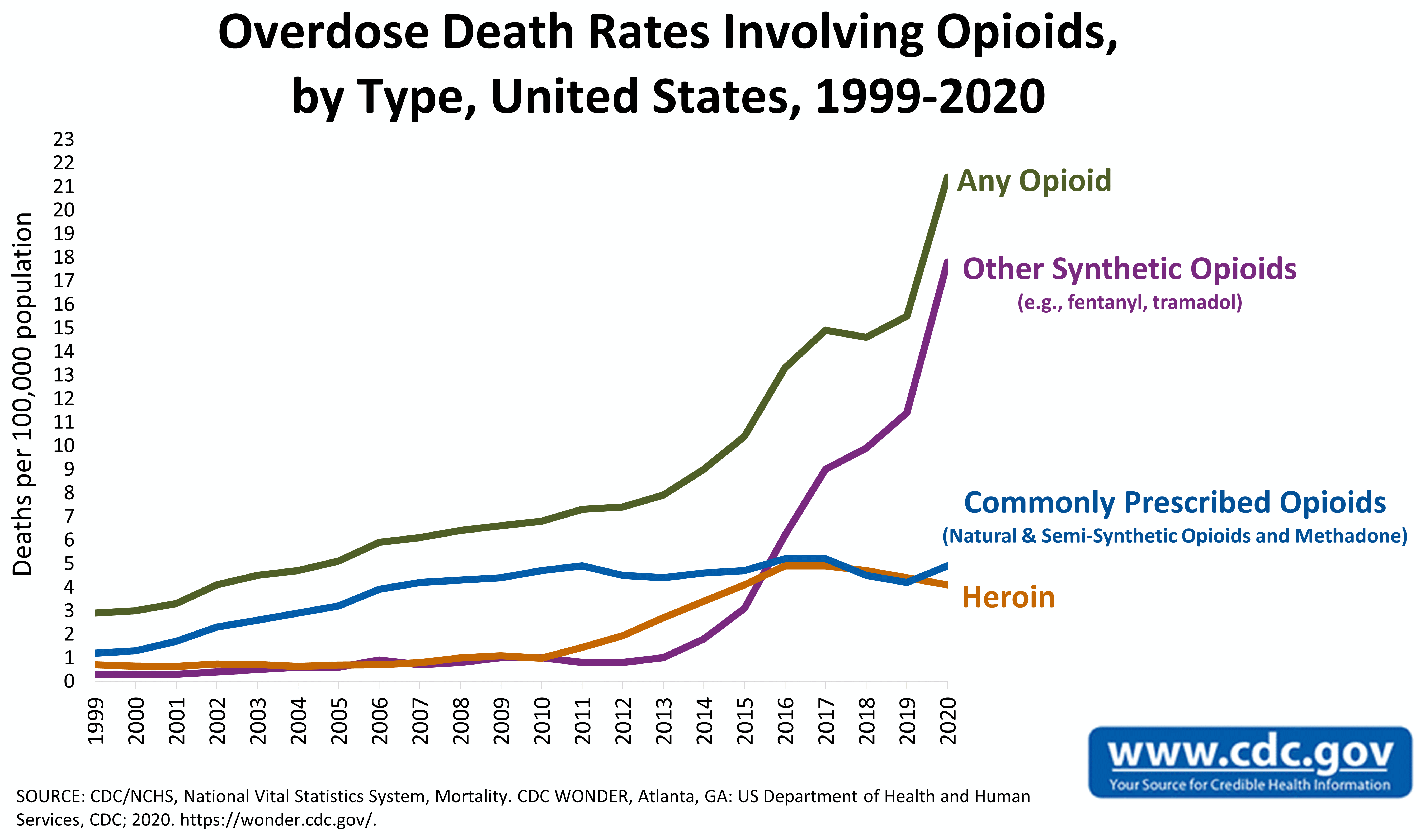
Doden ten gevolge van een overdosis opioïden in de Verenigde Staten 2000-2017

De middelen waar het hierbij om gaat zijn (hard)drugs zoals heroïne, maar meer nog legale pijnstillers zoals oxycodon, hydrocodon, fentanyl en tramadol. Opioïden zijn een klasse van geneesmiddelen, die worden voorgeschreven aan patiënten die aan chronische pijn lijden en alleen op doktersrecept mogen worden genomen.
De opioïdencrisis is een gevolg van het overmatig gebruik van deze middelen. Een reden dat deze middelen in de loop van de tijd steeds meer konden worden genomen, is dat patiënten er buiten de reguliere geneeskunde om aan konden komen. Illegale handel is voor een groot deel de oorzaak van de opioïdencrisis, zoals de illegale handel in versneden fentanyl.

## Drugs en genotmiddel
Opiaten zijn een extract uit de slaapbol, of zaaddoos, die tot de familie van de klaproos of papaver hoort. Zij worden soms verkeerd gebruikt om alle stoffen met een farmacologische werking mee aan te duiden, waaronder vooral de behandeling van chronische pijn. De daarvoor erkende geneesmiddelen worden als opioïden aangeduid. Zonder vergunning verhandelde opiaten zijn drugs.
Het gebruik van genotmiddelen, waaronder drugs, roken en het drinken van alcoholische drank, is vaak zeer schadelijk voor de gezondheid. Opioïden worden vaak ook gebruikt voor bijvoorbeeld pijnstilling. Het gebruik van middelen tegen pijn leidt minder snel tot een verslaving dan het gebruik van middelen voor het genot. Het gaat in dit artikel om de nadelige gevolgen voor de volksgezondheid in de Verenigde Staten als gevolg van bovenmatig, dus verkeerd gebruik van opioïden. 

## Gebruik en misbruik van opioïde pijnstillers
De Verenigde Staten consumeren met 5% van de wereldbevolking zo'n 80% van de jaarlijkse wereldproductie aan opioïden. Het land kent 2,5 miljoen verslaafden aan dergelijke middelen, cijfers 2017. De oorzaak van de massale verslaving en sterfte wordt vaak gelegd bij het veel te frequent voorschrijven van opioïden sinds de jaren 90, toen de farmaceutische industrie opioïden met een klein verschil en onder een andere naam op de markt brachten en bij patiënten en artsen aanprezen als oplossing voor chronische pijn. Dergelijke middelen zijn goedkoper dan andere behandelingen en leverden meer winst op. Een belangrijke producent bracht in 2010 oxycodon in een veiliger vorm op de markt, die, volgens de producent, minder gemakkelijk verkeerd was te gebruiken door het te snuiven of injecteren. Dit leidde er volgens onderzoek toe dat gebruikers op heroïne overstapten, dat goedkoper was en gemakkelijker in het gebruik.
De Drug Enforcement Administration DEA liet de productiequota voor de farmaceutische industrie stijgen voor oxycodon van 3500 kg in 1993 naar 137.000 kg in 2015 en ook de productie van andere opioïden zoals hydrocodon en morfine groeide tot 2012 snel. De productiequota van de meest gebruikte opioīden werden later, om iets tegen de crisis te doen die daardoor ontstond, in 2017 met 35% teruggebracht en in 2018 met 5%.
Het aantal voorgeschreven opioïden piekte in de Verenigde Staten in 2012 op 255 miljoen recepten, maar was in 2017 tot 191 miljoen gedaald. In 2020 werden 142 miljoen recepten voorgeschreven, het laagste aantal sinds 15 jaar. Ongeveer 92 miljoen mensen, 38% van de bevolking, gebruikte in 2014 voorgeschreven opioïden.

## Slachtoffers van een overdosis
Geschat wordt dat 10% van de patiënten met chronische pijn verslaafd raakt. Daarnaast gebruikt 25% van de patiënten de voorgeschreven opioïde niet volgens de bijsluiter. 80% van de heroïneverslaafden gebruikt opioïden niet op de voorgeschreven wijze. Het Department of Health and Human Services schat dat jaarlijks ongeveer 11 miljoen Amerikanen oxycodon als recreatieve drug gebruiken, dat daarmee de meest misbruikte opioïde is. Ongeveer 42.800 patiënten belandden volgens het National Institute on Drug Abuse NIDA in 2007 bij de spoedeisende hulp van ziekenhuizen ten gevolge van misbruik van oxycodon. Het hoofd van de DEA vergeleek het aantal sterfgevallen ten gevolge van een overdosis, in het bijzonder door heroïne of voorgeschreven pijnstillers, in de National Drug Threat Assessment van 2015 met het aantal doden bij een epidemie. Het aantal doden ten gevolge van een overdosis van deze middelen tegen 2015 was ten opzichte van 1999 verviervoudigd. 70.000 mensen, van wie 48.000 door opioïden, stierven in 2017 aan een overdosis, dit waren 17.000 doden, van wie 8.000 door opioïden, in 1999.
Meer dan de helft van deze overdoses werd toegeschreven aan voorgeschreven pijnstillers. Drugsoverdoses zijn sindsdien de belangrijkste doodsoorzaak geworden voor Amerikanen onder de vijftig, waarvan ongeveer twee derde aan opioïden te wijten valt. Jaarlijks komen er meer Amerikanen om door een dergelijke overdosis dan er omkomen door verkeersongevallen, 40.000 dodelijke verkeersongevallen in 2018 of door vuurwapens. De eerste stijging in het aantal drugsdoden vanaf 1999 werd veroorzaakt door meer voorgeschreven opioïden in de jaren 90, de tweede golf begon in 2010 en vanaf 2013 stijgt het aantal doden snel door illegaal geproduceerde fentanyl. Het zeer krachtige opioïde fentanyl wordt onder andere door drugsdealers met heroïne, nog 80 keer krachtiger, gemengd om de kostprijs te verlagen. Zij brachten dat vanzelfsprekend niet in de openbaarheid. Door de lage prijs van fentanyl werden ook tabletten oxycodon, hydrocodon en alprazolam op basis van fentanyl nagemaakt. Cocaïne wordt ook met fentanyl versneden en dat heeft sinds 2014 weer tot een stijgend aantal doden geleid, de volgende golf in de verslavingscrisis. 7% van de in 2017 in New England in beslag genomen cocaïne was met fentanyl versneden.
De Amerikaanse president Donald Trump vond in augustus 2017 dat het wijdverbreide opioïdenmisbruik tot een noodtoestand leidde en verklaarde meer middelen beschikbaar te willen stellen om daar tegenin te gaan.
De levensverwachting in de Verenigde Staten groeit sinds 2014 niet meer onder andere als gevolg van de opioïdencrisis.
Het aantal slachtoffers daalde in 2018 voor het eerst naar 68.500, waarvan 47.600 door opioïden, waarvan weer 32.000 door fentanyl, maar steeg in 2019 weer naar 72.000, waarvan 37.000 door synthetische drugs als fentanyl en 93.000 mensen stierven in 2020. De grote boosdoener daarbij is versneden fentanyl. De snelst stijgende groep in 2020 waren mensen die opioïden hadden genomen, met 69.700 overlijdensgevallen. Er waren 108.000 overlijdensgevallen in 2021, waarvan 80.000 door opioïden en daaronder 71.000 door fentanyl. In 2022 steeg het aantal slachtoffers naar 110.000 waarvan 75.000 door synthetische drugs. Na een stabiele aantal overlijdens in 2023, daalde dodelijke overdosis naar 80.000 in 2024 waarvan 50.000 door synthetic opioids, 20.000 door cocaine en 10.000 door overige psychostimulantia (o.a. methamfetamine),

## Rechtszaken
Drie distributeurs van geneesmiddel en de producenten Johnson & Johnson en Teva boden drie dagen voor een grote rechtszaak op 21 oktober 2019 in Cleveland een schikkingsbedrag van 50 miljard dollar om alle rechtszaken af te kopen. Walmart werd in december 2020 aangeklaagd wegens het onzorgvuldig afleveren van geneesmiddelen in hun apotheken, waardoor het aan de opioïdencrisis zou hebben bijgedragen.
Over oxycodon werden rechtszaken aangespannen tegen Purdue Pharma en de familie Sackler.

## Canada
Canada wordt door een vergelijkbare opioïdencrisis getroffen. 4000 Canadezen stierven in 2017 aan een overdosis, een stijging van 45% ten opzichte van 2016. Dit is ook daar vooral aan het gebruik van fentanyl te wijten, voornamelijk tabletten, zowel voorgeschreven als uit het illegale circuit. Fentanyl uit het illegale circuit is soms samengesteld uit fentanyl versneden met andere pijnstillers, waardoor het gebruik extra gevaarlijk is omdat men niet precies weet wat men slikt. Soms is het wel alleen fentanyl, maar dan voor een hoge prijs, vergeleken bij de prijs bij de apotheek. De levensverwachting in Canada groeit niet meer sinds 2016, door de snel groeiende voortijdige sterfte van jongvolwassenen aan opioïde gerelateerde overdoses.
In 2022 stierven 7328 Canadezen, bij 81% van de slachtoffers was fentanyl betrokken.

## Historische vergelijkbare crises
- De Gin Craze in Londen tussen 1720 en 1757[32]
- Opiumoorlogen tussen 1839 en 1860 tussen Groot-Brittannië en China.
- Absint, einde 19e eeuw in Europa.
- Jeneverpest in Nederland eind 19e eeuw.
- Laudanum was vanaf de 18e eeuw tot het begin van de 20e eeuw een veelgebruikt opiaat en verslavend geneesmiddel.

## Trivia
- Er kon in de 19e eeuw tot en met de Internationale Opiumconferentie en de Eerste Wereldoorlog vrij in morfine, heroïne en cocaïne worden gehandeld.